# Karl Schultz (Verleger)
Karl Schultz (* vor 1919; † nach 1933) war ein deutscher Publizist und Verleger.

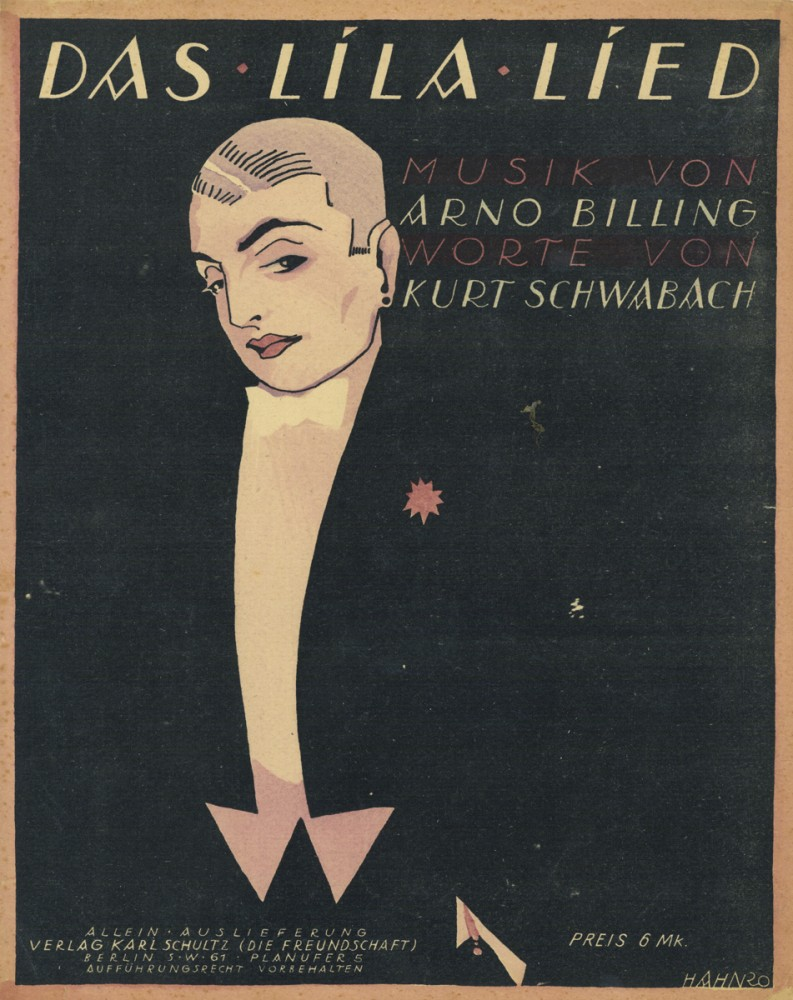
Das lila Lied im Verlag Karl Schultz (1920). Illustration Albert Hahn jr.

## Leben
Schulz absolvierte eine kaufmännische Lehre. Im August 1919 gründete Schultz in Berlin-Kreuzberg seinen eigenen Verlag, die Karl-Schultz-Verlagsgesellschaft. In diesem Verlag publizierte er verschiedene Bücher und Zeitschriften, die teilweise öffentlich an Kiosken und teilweise nur in Abonnements verkauft wurden. Unter anderem erschien in seinem Verlag die Homosexuellenzeitschrift Die Freundschaft, die von 1919 bis März 1933 erschien. Von René Stelter übernahm Schultz die Zeitschrift Uranos und von Adolf Brand die Zeitschrift Freundschaft und Freiheit.
Der Verlag von Schultz befand sich anfangs in der Alexandrinenstraße 8. Im Jahre 1920 befand sich der Geschäftssitz seines Verlages am Planufer 5 und wechselte danach in die Wilhelmstraße 124. Zuletzt befand sich der Verlagssitz in der Baruther Straße 1. Schultz zog sich 1928 aus dem Verlagsgeschäft zurück. Im Jahre 1928 wurden Teile des Verlagsbestandes vom Berliner Verleger Kurt Eitelbuss, der zuvor Leiter der Hauptbuchhandlung des Verlags von Karl Schultz war, und dessen Phoebus-Verlag übernommen.